# Carriage Paid To
Carriage Paid To (CPT) är en Incoterm som betyder "frakt betald till" med angiven bestämmelseort.
Detta innebär att säljaren tar hand om exporten och transporten av godset till angiven destination. Säljaren ska tala om för köparen när varorna har levererats samt skicka ut en faktura och eventuellt andra dokument som har avtalats om. Risken övergår till köparen då godset lämnats till den första fraktföraren. Köparen handhar importen av varorna. Eventuell försäkring tecknas av köparen.